# Jezioro Czajcze
Jezioro Czajcze – jezioro na wyspie Wolin w gminie Wolin, w powiecie kamieńskim, w woj. zachodniopomorskim.
Drugie co do wielkości jezioro wyspy Wolin (pierwsze Koprowo). Zbiornik ma kształt podkowy. Półwysep, który wcina się w jezioro, jeszcze 160 lat temu był wyspą. W XI–XII wieku dawała schronienie mieszkańcom okolicznych grodów przed najeźdźcą, o czym świadczą zachowane ślady wałów obronnych. Wschodni brzeg jeziora jest piaszczysty.
Z okazji 1000-lecia Państwa Polskiego na okazałym głazie umieszczono okolicznościową tablicę. Nie on jednak przyciąga uwagę turystów, ale drugi okaz wynurzający się z wody. Ten polodowcowy głaz, mający ponad 7 metrów w obwodzie, jak głosi legenda był miejscem wygrzewania się wyder, stąd nazwa Wydrzy Głaz. Dziś zwierząt tych tu nie widać, spotkać można natomiast m.in. łabędzie nieme, czaple, brodźce, bąki, trzcianki, perkozy i całe gromady kaczek. Ptactwo ma dobry żer w postaci ryb, żab i bogactwa owadów.

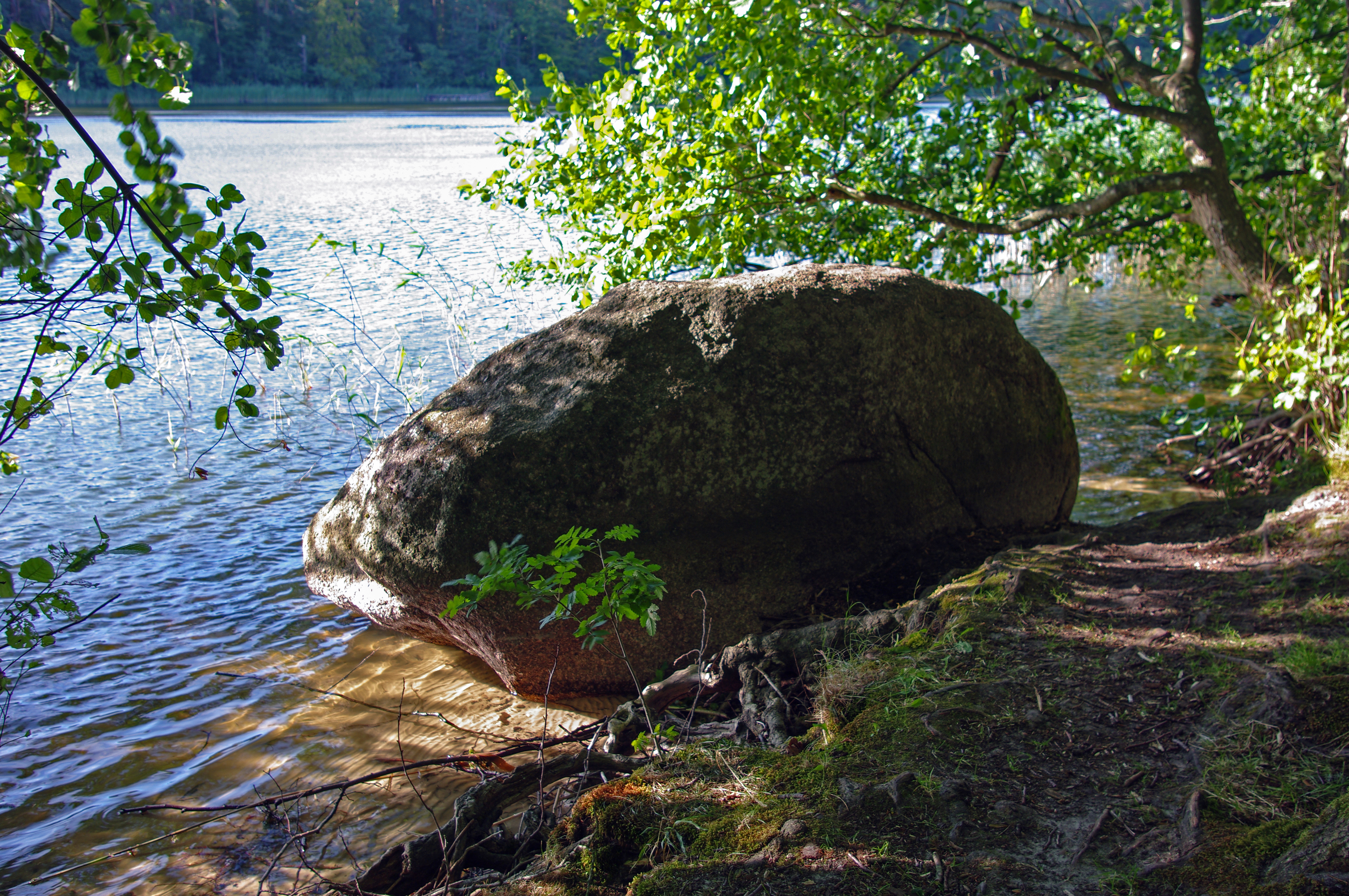
Wydrzy Głaz położony w północnej części małego półwyspu nad Jeziorem Czajczym

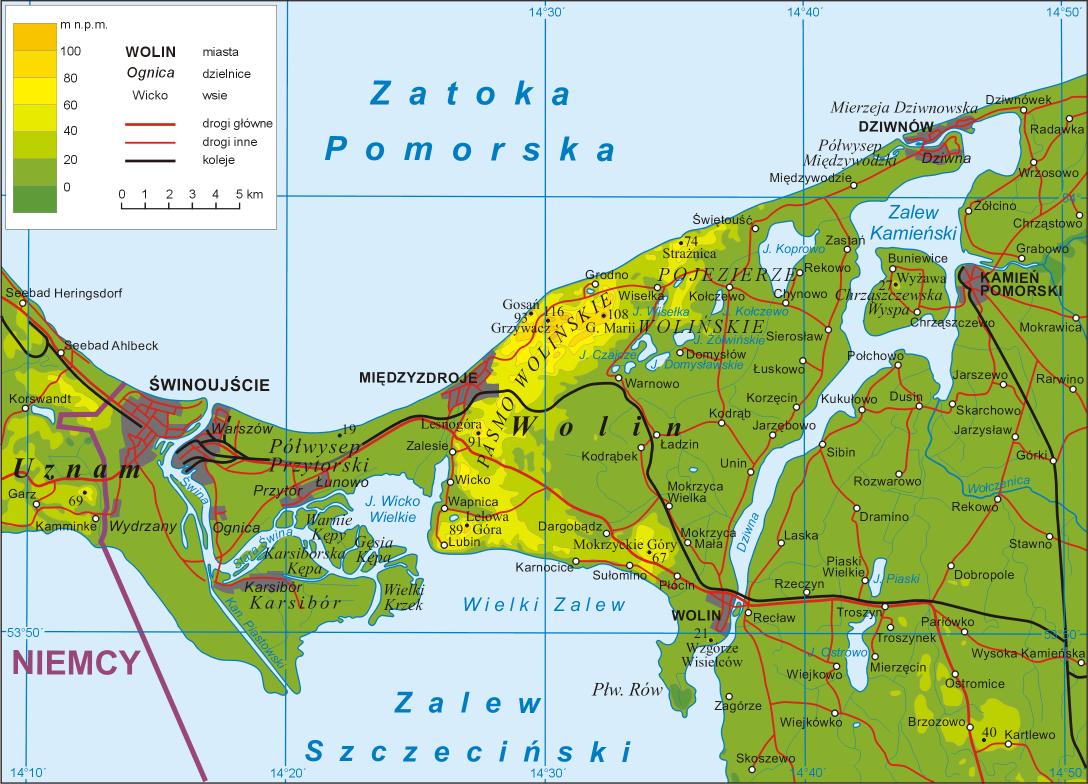
Mapa wyspy Wolin z zaznaczonym jeziorem

## Turystyka
Brzegiem jeziora oraz wokół rozdzielającego jezioro na dwie części półwyspu wytyczony jest  Szlak pieszy przez Pojezierze Warnowsko-Kołczewskie, prowadzący z Międzyzdrojów do węzła szlaków turystycznych w Świętouściu.